# Кшива (Більський повіт)
Кшива (пол. Krzywa) — село в Польщі, у гміні Більськ-Підляський Більського повіту Підляського воєводства.
Населення — 162 особи (2011).
У 1975-1998 роках село належало до Білостоцького воєводства.

## Демографія
Демографічна структура станом на 31 березня 2011 року:
|          | Загалом | Допрацездатний вік | Працездатний вік | Постпрацездатний вік |
| -------- | ------- | ------------------ | ---------------- | -------------------- |
| Чоловіки | 72      | 3                  | 39               | 30                   |
| Жінки    | 90      | 4                  | 26               | 60                   |
| Разом    | 162     | 7                  | 65               | 90                   |